# الأبوين (جبل)
جبلا الأبوين (بتثنية الأبا: الأبا الأكبر والأبا الأصغر) أو لبويان هما جبلان كبيران في ديار قبيلة بلقرن ويقعان في الشمال الغربي لبلدة البظاظة في محافظة بلقرن في منطقة عسير في المملكة العربية السعودية،  في شمالي وادي شيبانة، ويفصل بين وادي عنام وبين وادي نيامة.